# Руське Яндовище
Руське Яндо́вище (рос. Русское Яндовище, ерз. Рузонь Яндовище) — присілок у складі Інсарського району Мордовії, Росія. Входить до складу Кочетовського сільського поселення.
Населення — 4 особи (2010; 11 у 2002).
Національний склад станом на 2002 рік:
- росіяни — 91 %